# El cilindre de la temptació
El Cilindre de la Temptació és un bloc de pedra sumeri que es troba al Museu Britànic de Londres. Va ser tallat uns 2.500 anys abans de l'era cristiana.
Per alguns, recorda l'escena del Jardí de l'Edèn, però altres especialistes opinen que no representa la història de la primera parella humana tal com ho explica el Gènesi.